# Archosaurus rossicus
L'arcosauro (Archosaurus rossicus) è un rettile estinto, appartenente agli arcosauriformi. Visse nel Permiano superiore (circa 260 milioni di anni fa) e i suoi resti fossili sono stati ritrovati in Russia e in Polonia.

## Descrizione
Questo animale è noto solo per resti molto incompleti, che includono un cranio parziale; questi fossili hanno comunque permesso di ipotizzare l'aspetto dell'animale, grazie al raffronto con fossili di animali simili più noti, come Proterosuchus. Si suppone che Archosaurus fosse un rettile quadrupede dall'andatura simile a quella di un coccodrillo, dal cranio relativamente basso e dotato di un profilo arcuato nella regione del muso, dovuto alla premascella ricurva all'ingiù.

## Classificazione
Archosaurus è classicamente noto come il più antico arcosauro; in realtà attualmente non è considerato un vero e proprio arcosauro, bensì una forma più basale. In ogni caso questo animale è la più importante evidenza di arcosauriformi primitivi in strati del Permiano superiore. Archosaurus è considerato il più antico e primitivo tra i proterosuchidi, un gruppo di rettili simili a coccodrilli dalla caratteristica mascella incurvata, attualmente considerati un gruppo parafiletico, ovvero una serie di forme via via più evolute verso arcosauriformi più derivati.

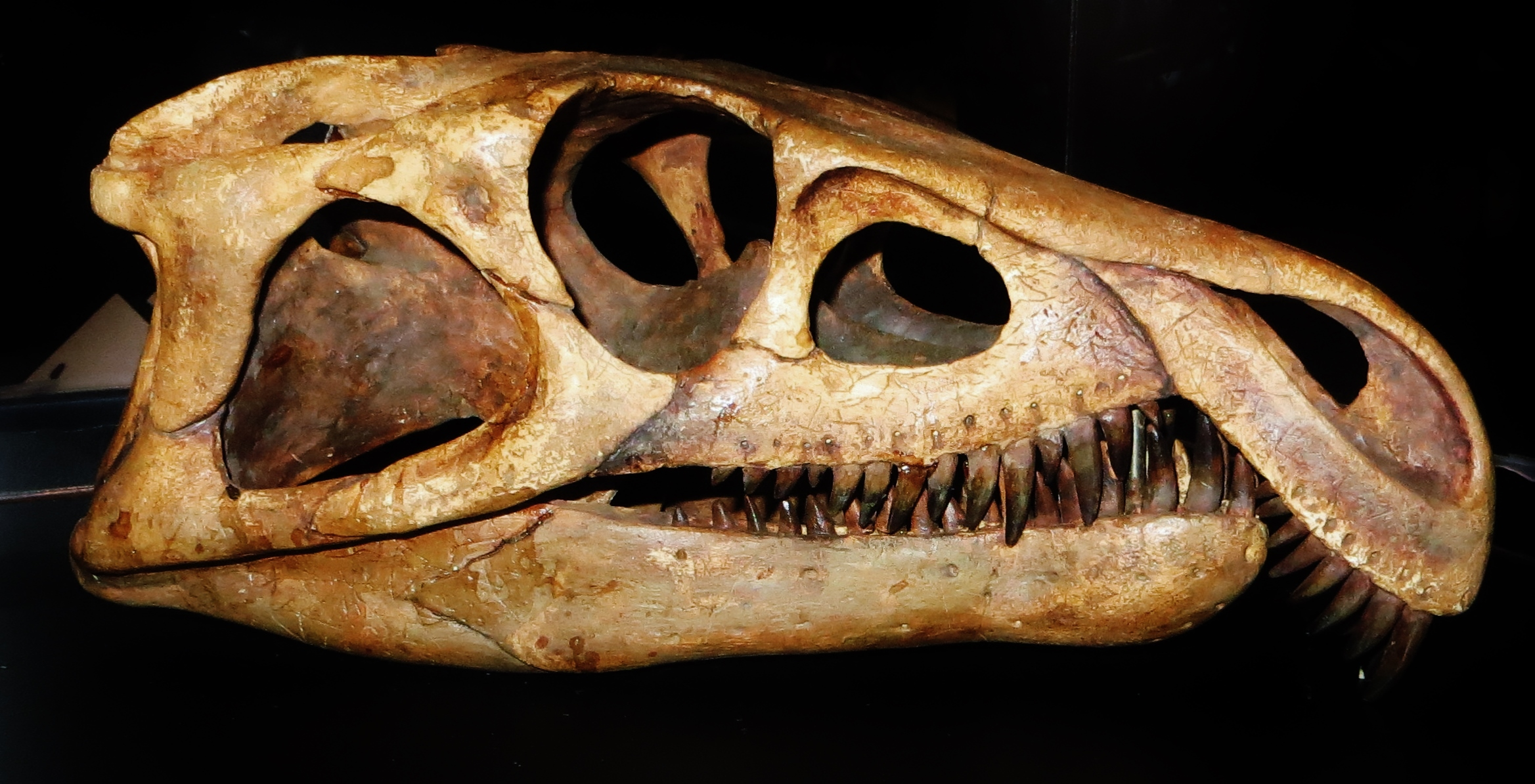
Cranio di Archosaurus rossicus

Descritti per la prima volta nel 1960, i resti di Archosaurus provengono dalla Russia europea; successivamente altri resti attribuiti con qualche dubbio al genere Archosaurus sono stati ritrovati in Polonia e ancora in Russia.